# Chlorochaeta rosea
Chlorochaeta rosea là một loài bướm đêm trong họ Geometridae.